# Rod Stewart
Roderick David „Rod” Stewart CBE, Sir Roderick (London, 1945. január 10. –) Grammy-díjas brit énekes és dalszövegíró. 2016 júniusában az angol királynő születésnapja alkalmából lovagi címet (OBE) kapott.

## Életpályája

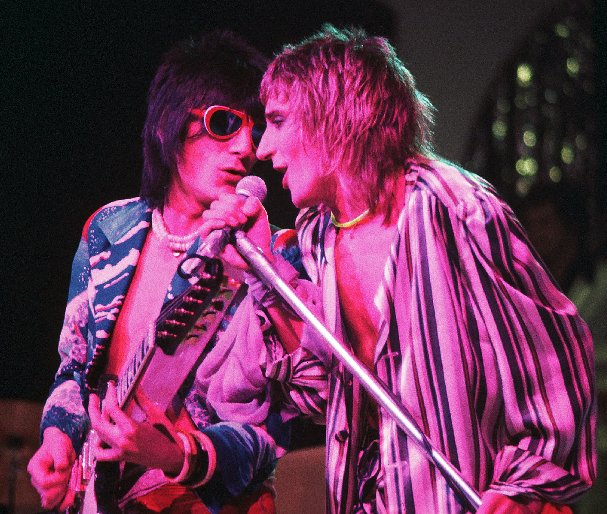
Rod Stewart és Ronnie Wood 1975-ben

Szülei skót illetve angol származásúak. Londonban nőtt föl, jelenleg Eppingben lakik. 
Különleges, érces hangjával Stewart az 1960-as évek végén vált ismertté, mint a Jeff Beck Group énekese. Két kiemelkedő album után a csapat 1969-ben feloszlott, és Rod Stewart és Ronnie Wood Faces néven fuzionált a Small Faces megmaradt három tagjával. Ezzel egyidőben Stewart aláírt egy szólólemezekről szóló szerződést is, első albuma az An Old Raincoat Won't Ever Let You Down (Amerikában Rod Stewart Album) volt 1969-ben. 
Mind a Jeff Beck Group, mind a Faces, mind korai szólólemezi igen jelentős hatást gyakoroltak másokra, és a rocktörténet legjelentősebb alkotásai között tartják számon őket. Korai szólólemezei a blues, a folk-rock és a soul igen eredeti kombinációját mutatták. 
A Faces feloszlása (1975) után, az Atlantic Crossing című albumával kezdődően poposabb irányba fordult.
2002-ben elhatározta, hogy felénekli az 1930-as, 40-es és 50-es évek legnagyobb klasszikus slágereit, egy The Great American Songbook címet viselő albumsorozaton megjelentetve a szerzeményeket. Az első album, az It Had To Be You kiemelkedő sikereket ért el. A második album (As Time Goes By) az amerikai lemezeladási listákon a második, az Egyesült Királyságban pedig a negyedik helyet érte el 2003-ban.
A Stardust 2004-ben jelent meg és 1978 óta az első Rod Stewart-albummá vált, ami az Egyesült Államokban toplista-első lett. A 2005-ös Thanks for the Memory szintén kimagasló sikereket könyvelhetett el, de Amerikában csak az eladási lista második helyéig, az Egyesült Királyságban pedig csak a harmadik helyig tudott menetelni. Az albumért Grammy-díjjal tüntették ki.
A Soulbook című album volt Stewart 25. stúdióalbuma, az előadó továbbra is klasszikus dalokat énekelt, köztük soulzenét is. A Billboard 200-as listáján a TOP 5-ben debütált, és több európai országban – köztük Magyarországon is – mérvadó sikereket könyvelhetett el. Az utolsó album a The Great American Songbook sorozatból, a Fly Me to the Moon... címet viselő lemez 2010 őszén jelent meg. A megjelenést követő második évig 365 ezer példányban fogyott az utolsó album és aranylemez lett Lengyelországban, Svédországban, az Egyesült Királyságban és Ausztráliában is.
Pályafutása során világszerte több mint 100 millió eladott albummal büszkélkedhet, így minden idők legsikeresebb énekeseinek egyike. 2008-ban a Billboard, a hetente megjelenő amerikai zenei magazin a 17. helyre rangsorolta a világ valaha élt száz legsikeresebb zenésze listáján.

## Magánélete
2000-ben pajzsmirigyrákot diagnosztizáltak nála, amivel a következő hónapban sikeresen megműtötték. Azóta aktívan részt vesz a City of Hope alapítvány jótékonysági akcióiban, szereplésével pénzt gyűjtve a rák elleni gyógymódok fejlesztésére.
Rajong a sportautókért, Enzo Ferrarija van. Lelkes szurkolója a skót Celtic Glasgow futballcsapatnak. A csapat 2012. november 8-i meccsén, miután 2-1-re legyőzték a spanyol labdarúgó csapatot, az énekes örömkönnyekben tört ki, amit több televízió és fotós is rögzített.
2005-ben csillagot kapott a hollywoodi Hírességek Sétányán.

### Hobbija
Rod Stewart titokban egy lenyűgöző modellvasutat épített Los Angeles-i otthonának padlásán. Az 1500 négyzetmétert megközelítő területű modell New York és Chicago 1940-es évekbeli kinézetén alapul, amint azt a rocklegenda felfedte egy nemrégen adott interjúban a Railway Modeller magazin számára.

## Családja
Három alkalommal házasodott, nyolc gyermek édesapja. 1963-ban született meg Sarah nevű leánya, majd Alana Hamiltonnal kötött házasságából két gyermek, Kimberly 1979-ben és Sean 1980-ban. Ruby nevű lánya Kelly Emberg modelltől született 1987-ben. Második nejével, Rachel Hunterrel kötött házasságából született 1992-ben Renée, 1994-ben pedig Liam McAlister. Stewart és Hunter 1999-ben külön költözött, de csak hét esztendővel később váltak el.
2007-ben feleségül vette Penny Lancaster brit manökent, akivel 1999 óta randevúzott. A párnak 2005-ben egy Alastair Wallace nevű gyermeke, majd 2011-ben Aiden nevű fia született. Rod Stewart első unokája csak hat hónappal fiatalabb az énekes nyolcadik gyermekénél, akik mindketten Stewart 66 éves korában születtek. Az énekes bevallása szerint Aiden az utolsó gyermeke.

## Lemezei

### Kislemezek
- 1968 Little Miss Understood
- 1971 Maggie May
- 1972 You wear it well
- 1972 What made Milwaukee Famous
- 1973 Oh no, not my baby
- 1974 Farewell/Bring it on home to me/You send me
- 1975 Sailing
- 1976 Tonight's The Night (Gonna Be Alright)
- 1976 This old heart of mine
- 1976 Get back
- 1977 I don't want to talk about it / The first cut is the deepest
- 1977 You´re in my Heart
- 1978 Hot legs
- 1978 Ole Ola
- 1978 Da ya think I'm sexy?
- 1979 Ain´t love a bitch
- 1980 Passion
- 1981 Tonight I´m yours (don´t hurt me)
- 1982 Young Turks
- 1983 Baby Jane
- 1983 What am I gonna do
- 1983 Sweet Surrender
- 1984 Infatuation
- 1984 Some guys have all the luck
- 1985 People get ready (Jeff Beck-kel közösen)
- 1986 Love touch
- 1986 Every beat of my heart
- 1986 Another Heartache
- 1987 Twistin the night away
- 1988 Lost in you
- 1988 Forever Young
- 1988 My Heart can tell you no
- 1989 Crazy about her
- 1989 I don't want to talk about it
- 1989 This Old Heart of mine (Ronald Isley-val)
- 1990 Downtown Train
- 1990 It Takes Two (Duett Tina Turnerrel)
- 1991 Rhythm of my heart
- 1991 The Motown song
- 1991 Broken Arrow
- 1992 Tom Traubert's Blues (Waltzing Matilda)
- 1993 Ruby Tuesday
- 1993 Shotgun wedding
- 1993 Have I told you lately? (unplugged)
- 1993 Reason to believe (unplugged)
- 1993 People get ready (unplugged)
- 1994 All for love (Bryan Adams-szal és Stinggel közösen)
- 1995 You're the star
- 1995 Lady Luck
- 1996 Purple heather
- 1996 So far away
- 1996 If we fall in love tonight
- 1996 When I need you
- 1998 Ooh La La
- 1998 When We Were The New Boys
- 1998 Rocks
- 1999 Faith of the heart (A "Patch Adams" filmzenéje)
- 2000 Run back into your arms
- 2001 I can't deny it

### Albumok
- 1970: An Old Raincoat Won't Ever Let You Down
- 1970: Gasoline Alley
- 1970: First Step (The Faces)
- 1971: Every Picture Tells a Story
- 1971: Long Player (The Faces)
- 1971: A Nod's As Good As A Wink... To A Blind Horse (The Faces)
- 1972: Never A Dull Moment
- 1973: Sing It Again Rod (válogatás)
- 1973: Ooh La La (The Faces)
- 1974: Smiler
- 1974: Coast To Coast... Overtures And Beginners (The Faces live)
- 1975: Atlantic Crossing
- 1976: A Night On The Town
- 1976: Snakes And Ladders – The Best Of Faces (The Faces)
- 1977: Foot Loose & Fancy Free
- 1978: Blondes Have More Fun
- 1979: Greatest Hits
- 1980: Foolish Behaviour
- 1981: Tonight I'm Yours
- 1982: Absolutely Live
- 1983: Body Wishes
- 1984: Camouflage
- 1986: Every Beat Of My Heart
- 1988: Out Of Order
- 1989: The Best Of Rod Stewart
- 1990: Storyteller – The Complete Anthology
- 1991: Vagabond Heart
- 1993: Lead Vocalist
- 1993: Unplugged ...And Seated (unplugged – Ronnie Wooddal)
- 1995: A Spanner In The Works
- 1996: If We Fall In Love Tonight
- 1998: When We Were The New Boys
- 2001: Human
- 2002: It Had To Be You... The Great American Songbook
- 2003: As Time Goes By... The Great American Songbook Vol. II
- 2004: Stardust... The Great American Songbook Vol. III
- 2005: Thanks For The Memory... The Great American Songbook, Vol IV
- 2006: Still The Same... Great Rock Classics Of Our Time
- 2009: Soulbook
- 2010: Fly Me to the Moon... The Great American Songbook Volume V
- 2012: Merry Christmas, Baby
- 2013: Time
- 2015: Another Country
- 2018: Blood Red Roses
- 2021: The Tears of Hercules
- 2024: Swing Fever with Jools Holland

## Önéletírása magyarul
- Rod. Önéletrajz; ford. Bus András; Trubadúr, Bp., 2013